# جد ديفيز
جد ديفيز (بالإنجليزية: Jed Davies)‏ هو مدرب كرة قدم بريطاني، ولد في 6 يناير 1988 في كارديف في المملكة المتحدة.